# Bouvincourt-en-Vermandois
Bouvincourt-en-Vermandois (picardisch: Bouvincourt-in-Vérmindoé) ist eine französische Gemeinde mit 147 Einwohnern (Stand 1. Januar 2022) im Département Somme in der Region Hauts-de-France im Norden von Frankreich. Die Gemeinde gehört zum Kanton Péronne und ist Teil der Communauté de communes de la Haute Somme.

## Geographie
Die Gemeinde in der Landschaft Vermandois liegt rund neun Kilometer südöstlich von Péronne.

## Geschichte
Die Gemeinde erhielt als Auszeichnung das Croix de guerre 1914–1918.

## Bevölkerungsentwicklung
| 1962 | 1968 | 1975 | 1982 | 1990 | 1999 | 2006 |
| ---- | ---- | ---- | ---- | ---- | ---- | ---- |
| 134  | 154  | 154  | 144  | 145  | 137  | 148  |

## Verwaltung
Bürgermeister (Maire) ist seit 2001 Denis Bellement.